# Estación de Ciñera
Ciñera es un apeadero ferroviario situado en el municipio español de La Pola de Gordón, en la provincia de León, comunidad autónoma de Castilla y León. Desde las reformas en el sector ferroviario, realizadas por el Gobierno de España en junio de 2013, esta estación no dispone de servicios ferroviarios.

## Situación ferroviaria
La estación se encuentra en el punto kilométrico 39,6 de la línea férrea de ancho ibérico que une Venta de Baños con Gijón a 1067 metros de altitud, entre las estaciones de Santa Lucía y de Villamanín. El tramo es de vía única y está electrificado.

## Historia
La estación fue abierta al tráfico el 23 de mayo de 1872 con la puesta en marcha del tramo La Pola de Gordón-Busdongo de Arbas de la línea que pretendía unir León con Asturias. La Compañía de los Ferrocarriles del Noroeste de España constituía en 1862 fue la encargada de la construcción y explotación del trazado. En 1878, apremiada por el Estado para que concluyera sus proyectos en marcha Noroeste se declaró en quiebra tras un intento de fusión con MZOV que no prosperó. Fue entonces cuando la estación pasó a manos de la Compañía de los Ferrocarriles de Asturias, Galicia y León creada para continuar con las obras iniciadas por Noroeste y gestionar sus líneas. Sin embargo la situación financiera de esta última también se volvió rápidamente delicada siendo absorbida por Norte en 1885. En 1941, la nacionalización del ferrocarril en España supuso la desaparición de esta última y su integración en la recién creada RENFE. 
Desde el 31 de diciembre de 2004 Renfe Operadora explota la línea mientras que Adif es la titular de las instalaciones ferroviarias.

## Servicios ferroviarios
Tras la reordenación de servicios del Regional León-Gijón, esta estación perdió el servicio de viajeros en junio de 2013.